# Максиміліан Титус Губер
Максиміліан Титус Губер (пол. Maksymilian Tytus Huber; 4 січня 1872, с. Коростенко-над-Дунайцем, Новотарський повіт — 9 грудня 1950, Краків, Польща) — визначний польський вчений у галузі теоретичної та прикладної механіки, фундатор польської школи механіки.

## Походження та освіта
Максиміліан Титус Губер народився 4 січня 1872 в містечку Кросцєнко над Дунайцем Новотарського повіту у родині податкового службовця, поляка німецького походження.
Початкову освіту отримав у школі у повітовому місті Краківського воєводства Ліманова. 1881 року розпочав навчання у гімназії в Кракові, продовжував навчання в гімназіях Нового Сончу та Коломиї, а завершував його з 1987 р до 1889 р у львівській 4-й класичній гімназії.
1889 року поступає на навчання до Львівської політехнічної школи на відділення інженерії, де з першого курсу поєднує навчання з науковою роботою. 1890 року публікує в журналі «Czasopismo Techniczne» свою першу наукову роботу «Проста конструкція гіперболи», на другому курсі готує до видання літографічний курс лекцій проф. К. Олеарського «Основи термодинаміки».

## Життєвий шлях та науково-викладацька діяльність
1894 р. після завершення навчання М. Т. Губер розпочинає свою викладацьку діяльність на посаді асистента кафедри будівництва шляхів та залізниць Львівської політехнічної школи, яка була перервана річною військовою службою. 1896 року отримує стипендію на двосеместрове стажування в Берлінському університеті, де поглиблює свої знання з математики. Після завершення стажування проходить ще річну інженерну практику на посаді інженера-асистента в Крайовому бюро меліорації і в 1898 році повертається на посаду асистента кафедри математики Львівської політехнічної школи. Та вже через рік переїжджає до Кракова, де у Вищій промисловій школі викладає теоретичну і будівельну механіку.
1904 року за роботу «Внесок до теорії стискання пружних тіл», опубліковану в Annalen der Physik, отримує у Львівській політехнічній школі ступінь доктора технічних наук. У цьому ж році публікує одну з своїх найвагоміших праць, у якій формулює гіпотезу, за якою критерієм переходу матеріалу в граничний стан можна вважати питому потенціальну енергію зміни форми деформованого тіла. На основі цієї гіпотези пізніше працями Річарда фон Мізеза (1913) і Гайнріха Генкі (1924) був сформульований критерій питомої потенціальної енергії формозміни (четверта теорія міцності): граничний стан — текучість матеріалу — наступає незалежно від виду напруженого стану, коли потенціальна енергія формозміни деформованого тіла сягає своєї граничної величини.
1906 року М. Т. Губер знову повертається до Львівської політехнічної школи, де очолює кафедру технічної механіки. У 1910—1912 рр. поєднує наукову й викладацьку діяльність з виконанням функцій декана інженерного відділення. У червні 1914 р. його обирають ректором Львівської політехнічної школи, проте початок Першої світової війни перешкодив йому приступити до виконання обов'язків ректора.
Як офіцер артилерії М. Т. Губер бере участь у бойових операціях спочатку під Рогатином, а потім обороняє Перемишль. У березні 1915 р. разом з оборонцями фортеці потрапляє до російського полону. І навіть в умовах полону він продовжував наукову роботу — спочатку в Кінешмі, а пізніше в Казані. Вивчивши російську мову він знайомиться з роботами, підручниками з теорії пружності, опору матеріалів українського вченого-механіка Степана Тимошенка. Підкріплений згадкою в одній з них про його працю М. Губер звертається до С. Тимошенка з пропозицією перекласти польською мовою його підручник «Курс опору матеріалів». Отримавши згоду автора, здійснює перший переклад цього унікального підручника, який пізніше був перекладений багатьма іншими мовами і неодноразово перевидавався протягом півстоліття. За клопотанням С. Тимошенка отримав дозволи на користування бібліотекою Казанського університету та на викладання фізики в польській гімназії. У цей період листується з Тимошенком, який пересилає йому найновіші наукові праці з механіки. У Казані він розвиває теорію ортотропних пластин, започатковану ще у Львові, та готує монографію на цю тему. Ці результати були пізніше використані А. Надаї й С. Тимошенком при опрацюванні теорії анізотропних пластин.
1918 року повертається з полону до Львова на свою кафедру, де продовжує наукову роботу. 1921 року його знову обирають ректором на 1921—1922 навчальний рік. Після завершення каденції ректора М. Губер очолює механічну лабораторію, завданням якої було дослідження матеріалів із застосуванням хімічного аналізу, металографії, механічних випробувань.
1925 р. М. Т. Губер був обраний головою Львівського відділення Польського математичного товариства, членами якого були відомі вчені Стефан Банах, Гуґо Штейнгауз, Юлій Павло Шаудер (1899—1943). Протягом 1926—1928 рр. він — віце-голова цього товариства.
У вересні 1926 р. на Другому міжнародному конгресі з технічної механіки у Цюриху професор М. Т. Губер вже особисто знайомиться з С. П. Тимошенком.
1928 р. очолює кафедру механіки Варшавської політехніки.
1927 року обраний членом-кореспондентом, а з 1934 року — дійсним членом Польської академії знань (умінь). Належав до нечисельної групи з 12 професорів — фундаторів Академії технічних наук у Варшаві, 1928—1930 рр був її головою, а з 1934 року до початку Другої світової війни був керівником технічного відділу Академії в галузі фізики. 1934—1939 рр керував Варшавським політехнічним товариством. На замовлення Департаменту аеронавтики Міністерства військових справ з 1932 року до 1939 року керував дослідженнями з проблем міцності літальних апаратів.
1937 р. його обрано закордонним членом Академії праці ім. Т. Масарика у Празі.
У роки німецької окупації читав лекції на таємних технічних курсах. З початком варшавського повстання у серпні 1944 р. разом з дружиною потрапив до пересильного табору в Прушкуві, а пізніше в Закопаному.
Після закінчення Другої світової війни в 1945 році переїхав до Гданська, де став співорганізатором заснування Гданської політехніки, у якій очолював дві кафедри — опору матеріалів і вищих проблем механіки, а також Інститут міцності. 1949 року переїхав до Кракова, де в Гірничо-металургійній академії створив кафедру вищих проблем механіки.

## Науковий доробок
Наукові здобутки професора М. Т. Губера загальновизнані у світовій механіці. Він отримав фундаментальні результати у галузі теорії пружності, теорії пластичності, впровадив в механіку передові концепції міцності металів, сформулював енергетичний критерій переходу матеріалу в граничний стан, започаткував і розвинув теорію ортотропних плит.
У своїх роботах він торкнувся практично всіх галузей механіки деформівного твердого тіла, багатьох інженерних аспектів механіки у сфері будівництва залізниць (досліджував небезпеку деформації залізничної колії внаслідок зміни температури), мостів, конструювання машин, літаків, військової техніки (опрацював теоретичний метод визначення деформацій жерла гармати під час пострілу). У його доробку більше 220 наукових публікацій у журналах, 11 монографій, підручників, перекладів фахових книжок, окремі розділи в колективних монографіях та підручниках. Серед його підручників великою популярністю користувалися такі: Mechanika ogólna (1946-48, 1958), Stereomechanika techniczna. (Wytrzymałość materiałów) (1947-48, 1958), Teoria sprężystości (2 tomy, 1948-50).
Професор М. Т. Губер від 1895 року був членом Політехнічного товариства у Львові. Брав участь у багатьох міжнародних наукових конгресах: з технічної та прикладної механіки в Делфті (1924), Цюриху (1926), Стокгольмі (1930), Лондоні (1948); з мостобудування й промислового будівництва у Відні (1928), Парижі (1932), Берліні (1936), з дослідження матеріалів у Цюриху (1931).
Був номінований доктором honoris causa Гірничо-металургійної академії в Кракові (1945), Варшавської політехніки (1948), Гданської політехніки (1950).

## Ушанування пам'яті
Максиміліан Губер помер 9 грудня 1950 року в Кракові. Похований на Раковецькому цвинтарі.
1954, 1956—1957 рр в Польщі видано 4-томний збірник «Праці М. Т. Губера», а 5-й том присвячений біографії професора та бібліографії його праць.
На честь визначного вченого з 1955 р. Польська академія наук щорічно присуджує премію його імені за здобутки у галузі теорії пружності та пластичності.
Його іменем названі два танкери, збудовані в Польщі: «Професор Губер» (1960) та «М. Т. Губер» (1962), хресною яких була його донька професор історії мистецтва Марія Жепінська.

## Вибрані публікації
- Huber M. T. Zur Theorie der Berührung fester elastischer Körper // Annalen der Physik. — 1904. — 4, № 1. — S. 153—163.
- Huber M. T. Właściwa praca odkształcenia iako miara wytężenia materialu // Czasopismo Techniczne. — Lwów, 1904. — 22, № 3. — S. 33—40; № 4. — S. 49—50; № 5. — S. 61—62; № 6. — S. 80—81.
- Huber M. Т. О podstawach teorii wytrzymałości // Prace matematyczno-fizyczne. — Warszawa, 1904. — T. 15. — S. 47—59.
- Huber M. Т. О natężeniach wywołanych nierównym ogrzaniem wewnętrznej i zewnętrznej ściany rury // Czasopismo Techniczne. — Lwów, 1906. — 24, № 2. — S. 30—35.
- Huber M. T. Ogólna teoria płyt żelazo-betonowych i jej praktyczne zastosowanie do płyty prostokątnei podpartej wzdłuż całego obwodu // Ibid. — 1914. — 32, 11. — S. 129—132; № 12. — S. 141—144; № 13. — S. 153—155.
- Huber M. Т., Fuchs S. Spannungsverteilung bei der Berührung zweier elasticher Zylinder // Ibid. — 1914. — 15, № 6. — S. 298—303.
- Huber M. T. Prosty sposób obliczania płyt prostokątnych swobodnie podpartych wzdłuż całego obwodu // Ibid. — 1919. — 37, № 7. — S. 53—55.
- Huber M. T. Teoria płyt prostokątnie-róznokierunkowych wraz z technicznymi zastosowaniami do płyt betonowych, krat belkowych itp. — Lwów: Wydawnictwo Towarzystwa Naukowego, 1921. — 249s.
- Huber M. T. Nowoczesne wzory wytrzymałości złożonej // Sprawozdanie Kwartalne Nr 4 Instytutu Badań Technicznych Lotnictwa. — Warszawa, 1930.
- Huber M. T. Kryteria wytrzymałościowe w stereomechanice technicznej. — Warszawa: Instytut Wydawniczy SIMP, 1948. — 18 s.
- Huber M. T. Pisma. — Warszawa: Państwowe wydawnictwo naukowe. — T. 1, 1964. — 176 s.; T. 2, 1956. — 563 s.; T. 3, 1957. — 504 s.; T. 4, 1954. — 375 s.; T. 5, 1954. — 357 s.